# Allan Lawrence
Allan Lawrence (Punchbowl, Új-Dél-Wales, 1930. július 9. – Houston, Texas, USA, 2017. május 15.) olimpiai bronzérmes ausztrál atléta, hosszútávfutó.

## Pályafutása
Az 1956-os melbourne-i olimpián 5 000 és 10 000 méteres síkfutásban indult. Utóbbi számban bronzérmet szerzett a szovjet Vlagyimir Kuc és Kovács József mögött. Az 1960-as római olimpián korábbi két versenyszáma mellett maratoni futásban is rajthoz állt és az 54. helyen végzett.

## Sikerei, díjai
- Olimpiai játékok
  - bronzérmes: 1956, Melbourne